# Hanna Pakarinen
Hanna Helena Pakarinen (Lappeenranta, 17 de Abril de 1981) é uma cantora de pop-rock conhecida como vencedora da primeira edição finlandesa de Ídolos, em 2004. Na final do programa, obteve mais de 431.000 votos de um total de 713.000, ou seja, 60% do total, e recebeu um cheque de €30,000 e um contrato de gravação com a Sony BMG finlandesa. 
Seu album de estreia, "When I Become Me", atingiu o disco de platina. O seu segundo album, “Stronger” foi ouro. O seu terceiro album, “Lovers”, foi lançado a 14 de Fevereiro de 2007 e atingiu o ouro.

## Biografia e vida pessoal
Hanna nasceu em Lappeenranta, Finlândia, mesmo que resida em Helsinque e fale com orgulho o dialeto local. Chegou a trabalhar como motorista de empilhadeira, uma ocupação incomum para uma mulher, e fez parte de uma banda finlandesa chamada Rained.

### Ídolos
Durante o verão de 2003, Hanna, então com seus 23 anos, fez um teste para a temporada inicial de Ídolos em Helsinki. Chamou a atenção logo no início pela voz, que chamou a atenção dos juízes e foi aprovada por unanimidade para a fase seguinte do concurso. Durante os shows, logo no início da segunda fase, foi considerada como uma das grandes favoritas para ganhar, recebendo elogios constantes e, durante uma ocasião, foi até mesmo abraçada por um deles.
Em 03 de janeiro de 2004, garantiu sua participaçao na final ao lado de Jani Wickholm e uma semana depois, em 09 de janeiro foi anunciada como vencedora daquela edição, com mais de 60% dos votos a seu favor e, além de ser contratada pela Sony BMG, recebeu um pagamento de € 30.000.

## Vida Pós-Ídolos

### 2004/2005 - When I Become Me
Assim que venceu Ídolos, Hanna entrou no estúdio da Sony BMG e começou a trabalhar imediatamente no lançamento do seu primeiro single "Love Is Like A Song", que estreou no número um na parada de singles da Finlândia, uma posição que prendeu por quatro semanas não-consecutivas. Seu álbum de estréia When I Become Me foi lançado em junho de 2004, cinco meses depois de sua vitória no Ídolos e estreou no número dois na parada de álbuns da Finlândia, ficando entre o Top 10 por 10 semanas, mas não conseguiu atingir o primeiro lugar. No entanto, ainda era um enorme sucesso e foi certificado de platina pela venda de mais de 52.000 cópias na Finlândia. Apesar de um segundo single não foi lançado comercialmente a partir do álbum, as músicas "Fearless", "How Can I Miss You" e a faixa-título "When I Become Me" foram lançadas como singles promocionais a fim de apoiar o álbum, com "How Can I Miss You", Pakarinen trouxe o videoclipe ao primeiro lugar. 

### 2005/2006 - Stronger
No final do verão de 2005, Pakarinen retornou ao cenário musical quando sua música "Kiss Of Life" foi utilizada em comerciais, que serviu como o primeiro single a ser tirado de seu segundo álbum Stronger . A canção estreou em número quatro na parada de singles da Finlândia, e quando o álbum foi lançado em setembro, ele (como o seu primeiro álbum) chegou ao número dois. Stronger não foi tão bem sucedido como o seu primeiro álbum, caindo para o número dez dentro suas primeiras três semanas, mas vendeu 17 mil cópias e foi certificado como disco de ouro. As canções "Stronger Without You" e "Damn You" foram escolhidos como singles promocionais, o primeiro dos quais foi acompanhada por um vídeo da música. Para apoiar ainda mais o álbum, Pakarinen atravessou a Finlândia com uma turnê, cantando muitas canções do novo álbum, bem como vários de seus registros anteriores.

### 2007 - Lovers e a "Eurovision"
Em janeiro de 2007, após uma curta interrupção da indústria da música, Pakarinen lançou a música "Go Go" como um single promocional de seu álbum de estúdio. A canção foi acompanhada por um vídeo da música e se tornou extremamente popular, e quando "Lovers", o terceiro álbum, foi lançado em 14 de fevereiro, estreou no número três entre o top 10 finlandês. Embora colocado inferior seu recorde anterior, "Lovers" foi bem recebido pela crítica, vendendo 16.000 cópias na Finlândia. O álbum também marcou a estréia de Hanna como compositora. Ela é creditado em seis das onze faixas do álbum original.
Em 17 de fevereiro de 2007, foi anunciado que Hanna fora escolhida para representar a Finlândia no Festival Eurovision de Canção em Helsinque com a música " Leave Me Alone", o primeiro single comercial de seu novo álbum e seu terceiro comercial e global. Durante as finais ao vivo, a canção recebeu 53 pontos e terminou em 17º lugar. No entanto, o concurso permitiu que Hanna ganhasse uma audiência muito mais ampla na Europa, e "Leave Me Alone" e seu vídeo da música se tornou muito popular, especialmente na Suécia. A canção liderou as paradas de rádio por três semanas consecutivas e chegou ao número oito na parada de singles sueco. No Reino Unido, a canção alcançou o número 122º entre os downloads. De volta para casa na Finlândia, a canção atingiu um pico de número onze.
Após o Festival Eurovision da Canção, Pakarinen voltou para sua música e embarcou em seu tour de divulgação de "Lovers", novamente sendo recebida por elogios por sua voz poderosa e performances de palco impressionante. Em 17 de outubro de 2007, ela apareceu na trilha sonora do filme finlandês Musta Jaa, cantando a música "Black Ice", para a qual ela fez um vídeo para promover o filme.

### 2008/presente - Love In A Million Shades
Após a bem sucedida tour de "Lovers", Pakarinen fez uma pausa da indústria da música, para escrever o material de seu próximo disco de estúdio, o quarto. No final de 2008, Pakarien lançou "Make Believe", como o primeiro single de seu quarto álbum de estúdio, "Love In A Million Shades", anunciado em sua página no MySpace. "Love In A Million Shades" foi lançado em 14 de janeiro de 2009, estreando como número 7 no top 10 finlandês. O segundo single, "Shout It Out Loud", no entanto, atingiu o número 2 na parada de singles, sua posição mais alta desde sua estréia, "Love Is Like A Song". O álbum vendeu 7.000 cópias e foi o primeiro álbum de Pakarinen não certificado. A faixa-título, "Love In A Million Shades" também foi lançado como segundo single no final de fevereiro e foi acompanhado por um vídeo musical, o primeiro desde "Black Ice", lançado mais de um ano antes. Em meados de 2009, Pakarinen completou a turnê do quarto CD, mas, ao contrário das outras turnês, o "Love In A Million Shades" teve repercussão em locais pequenos apenas.